# Translunar Injection

Perspektivische Darstellung eines Hohmann-Transfers zum Mond. Das TLI-Manöver findet am roten Punkt statt.

Eine Translunar Injection (TLI) ist ein Bahnmanöver, das die Flugbahn eines von der Erde gestarteten Raumfahrzeugs in eine Trajektorie überführt, die nahe am Mond vorbeiführt.

## Ablauf
Damit kleinere zeitliche Verzögerungen des Starts den Missionsablauf nicht gefährden, werden Raumfahrzeuge häufig vor der TLI in einen niedrigen Parkorbit befördert. Dort wird die Erde umrundet, bis das TLI-Zeitfenster eintritt. Im Falle von Komplikationen bietet dies die Möglichkeit, die Mission abzubrechen und zur Erde zurückzukehren, was bei bemannten Missionen notwendig ist.
Während des TLI-Manövers beschleunigt das Raumfahrzeug, um den erdfernsten Punkt (das Apogäum) seiner Umlaufbahn um die Erde so weit anzuheben, bis es sich in einer Transferbahn zum Mond befindet. Diese Bahnanhebung kann in einem Schritt erfolgen, oder – wenn der Triebwerksschub dafür nicht ausreicht, wie z. B. bei der indischen Sonde Chandrayaan-2 – in mehreren Schritten während mehrerer Erdumrundungen.
Wenn der Mond möglichst schnell erreicht werden soll, wird eine Hohmann-Transferbahn gewählt, bei dem das Apogäum der Bahnellipse ungefähr auf der Höhe der Mondbahn liegt und die Flugdauer zum Mond nur wenige Tage beträgt (beispielsweise ca. 3 Tage bei Apollo 11 und ca. 4,5 Tage beim Lunar Reconnaissance Orbiter). Ist es hingegen wichtiger, Treibstoff einzusparen, kann statt des Hohmann-Transfers ein Low Energy Transfer gewählt werden (siehe Animation GRAIL-A). Dabei wird eine Trajektorie angesteuert, die das Raumfahrzeug in einen instabilen Lissajous-Orbit um den Sonne-Erde-L1-Punkt befördert, der dieses zunächst weit von der Erde wegführt und dann auf eine Flugbahn zum Mond umlenkt. Während der dazu benötigte TLI-Schub zunächst größer ausfällt als beim Hohmann-Transfer, ist die relative Geschwindigkeit zum Mond bei Ankunft deutlich geringer und damit weniger Bremsschub nötig, um einen Orbit um den Mond einzuleiten, so dass in Summe eine geringere Geschwindigkeitsänderung ({\displaystyle \Delta v}) und somit weniger Treibstoff benötigt wird. Diese TLI-Variante wurde beispielsweise für die japanische Mondlandesonde SLIM genutzt. Durch eingeplante Bahnkorrekturmanöver mit verschiedenen möglichen Trajektorien um den L1-Punkt ermöglicht sie ein großes TLI-Zeitfenster von mindestens 21 Tagen. Für den gesamten Transfer wird mit 2–3 Monaten Flugdauer wesentlich mehr Zeit als beim Hohmann-Transfer benötigt.

## Animationen verschiedener Transferbahnen

· · Hohmann-Transfer-Trajektorie des Lunar Reconnaissance Orbiter
· · Trajektorie von Chandrayaan-2 mit schrittweiser Erhöhung des Apogäums des Parkorbits und TLI am 14. August 2019
· · Trajektorie des Gravity Recovery and Interior Laboratory mittels Low-Energy Transfer entlang des Sonne-Erde-L1-Lagrange-Punktes

- LRO · Erde · Mond
Hohmann-Transfer-Trajektorie des Lunar Reconnaissance Orbiter[4]
- Chandrayaan-2 · Erde · Mond
Trajektorie von Chandrayaan-2 mit schrittweiser Erhöhung des Apogäums des Parkorbits und TLI am 14. August 2019[7]
- GRAIL-A · Erde · Mond
Trajektorie des Gravity Recovery and Interior Laboratory mittels Low-Energy Transfer entlang des Sonne-Erde-L1-Lagrange-Punktes[8]